# 阿萊爾塞安迪諾國家公園
阿萊爾塞安迪諾國家公園是智利的國家公園，位於該國南部，距離蒙特港46公里，由湖大區負責管轄，成立於1982年11月22日，面積393平方公里。

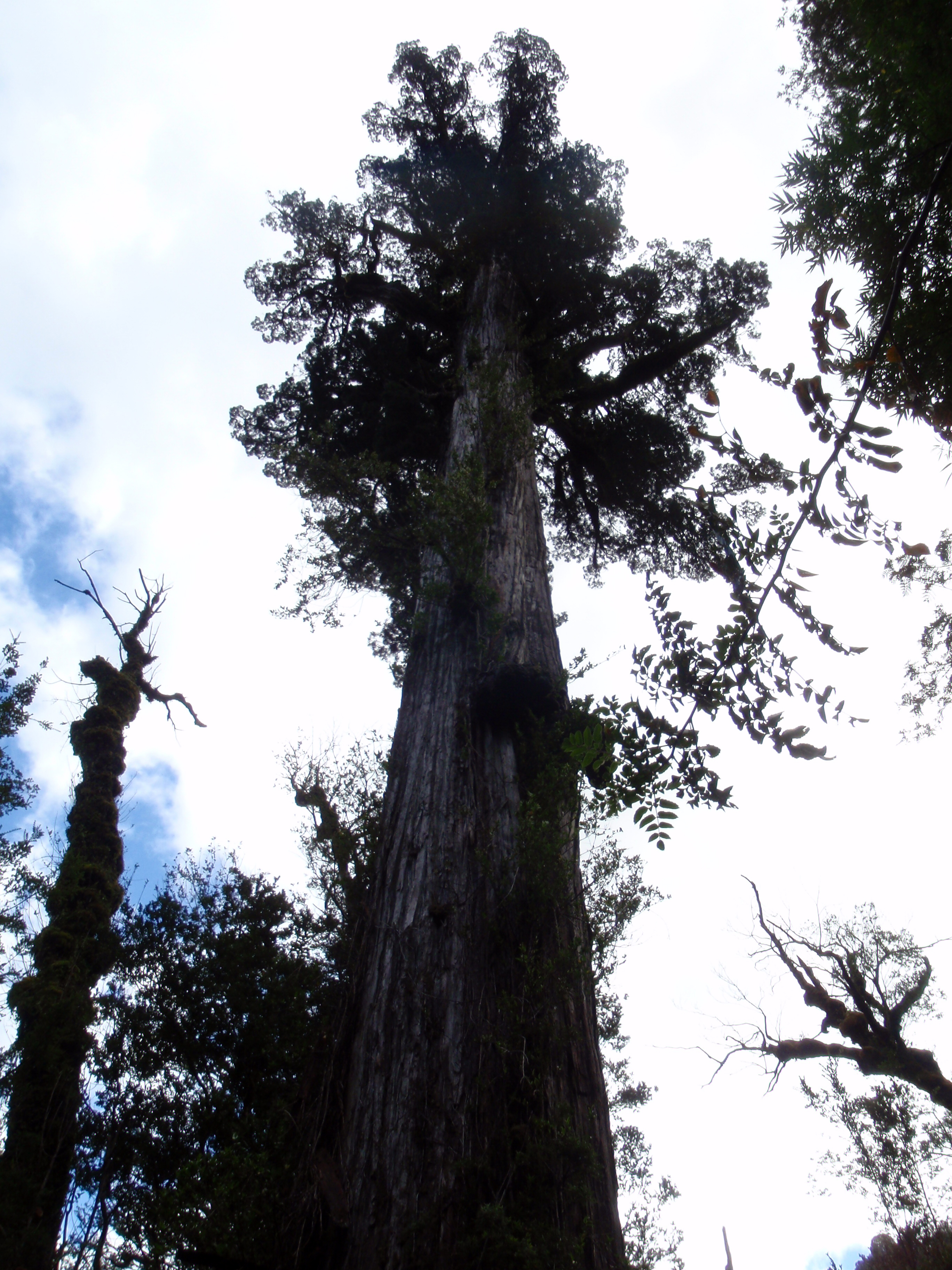

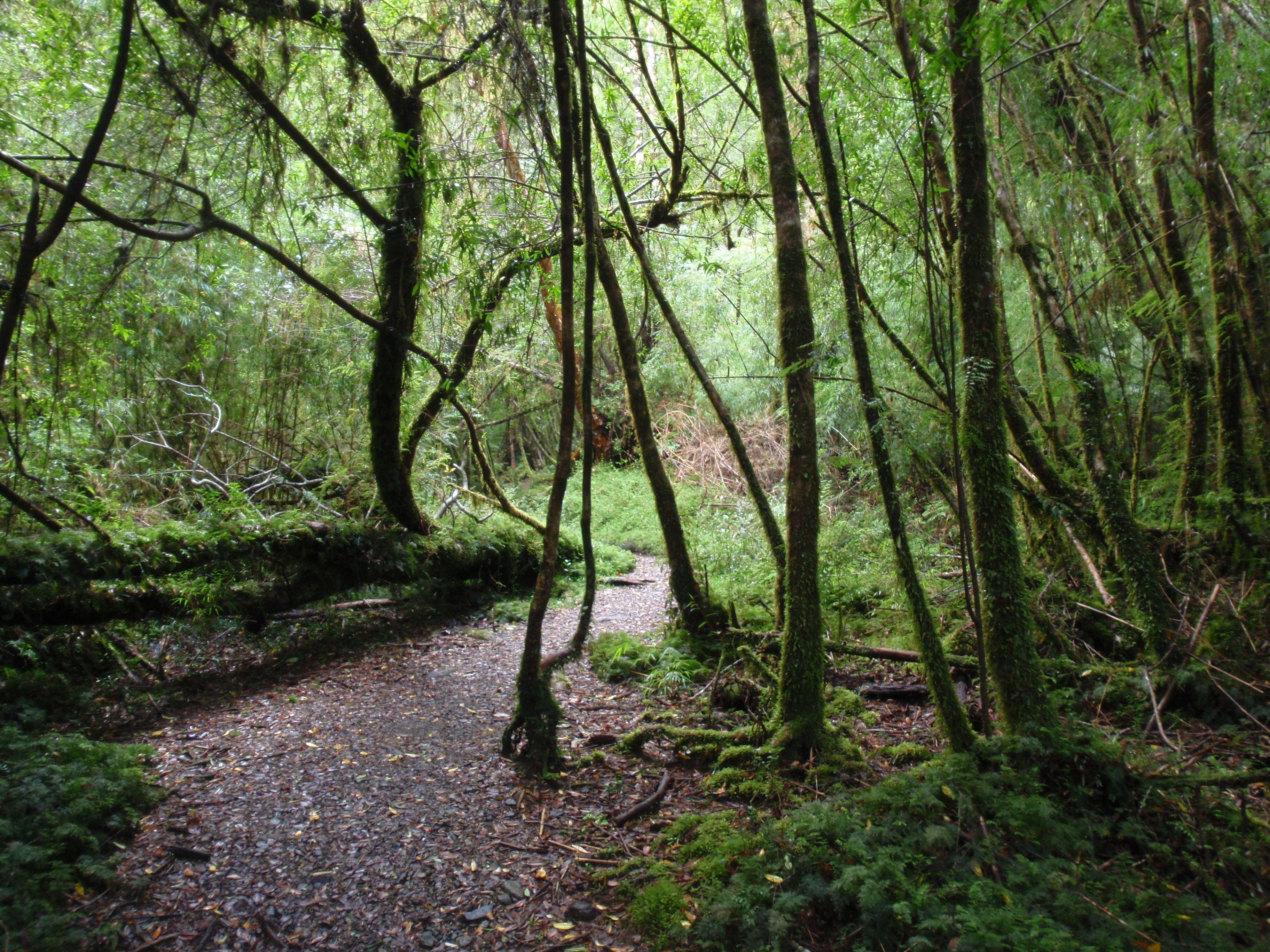

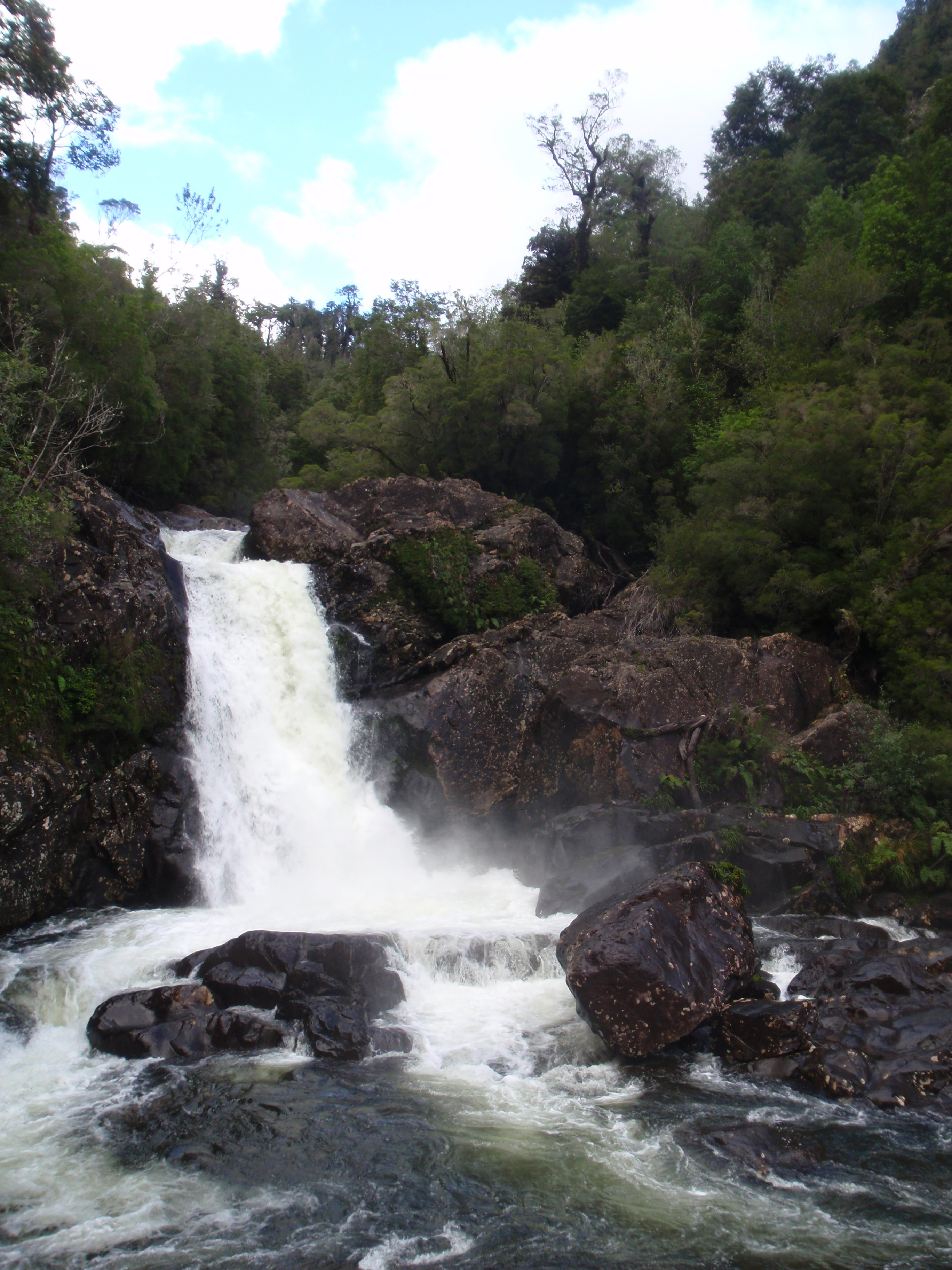

## 外部連結
- （西班牙文） Parque Nacional Alerce Andino
- （西班牙文） Greenpeace Chile